# Première ligue canadienne
La Première Ligue canadienne (en abrégé PLC ou PLCan ; en anglais Canadian Premier League, en abrégé CanPL) est une ligue canadienne de soccer professionnel.
La CanPL a été créée en 2017. La première saison de cette ligue a eu lieu en 2019 avec sept clubs,.

## Histoire

### Fondation (2017-2018)
Le 6 mai 2017, la création de la ligue est approuvée à l'unanimité par l'Association canadienne de soccer. De plus, la nouvelle ligue approuve les groupes de propriétaire de Winnipeg et de Hamilton. Le 10 janvier 2018, le Conseil des gouverneurs de la Première Ligue canadienne confirme la nomination de David Clanachan au poste de premier président et commissaire de la Première Ligue canadienne, et doit connaître sa saison inaugurale en 2019. Puis, le 24 janvier, Paul Beirne est nommé président de la Première Ligue canadienne.
Le 5 mai 2018, les quatre groupes de propriétaire de Calgary, d'Halifax, de Surrey et de la région d'York ont été approuvées par la nouvelle ligue comme nouvelles franchises,. Il est confirmé le 1er juin 2018 qu'une nouvelle équipe jouera dans la région métropolitaine de Victoria, mettant ainsi fin aux spéculations selon lesquelles l'équipe serait située à Surrey,.
La nouvelle ligue annonce que la franchise de la région d'York sera présentée officiellement le 10 mai 2018. La nouvelle franchise sera nommée York9 FC, et la construction dans les années à venir d'un nouveau stade de soccer entre 12 000 et 15 000 places,. Le Cavalry de Calgary est ensuite annoncé le 17 mai 2018,. Les Wanderers d'Halifax annoncent leur participation le 25 mai 2018,. Le Valour de Winnipeg devient, le 6 juin 2018, la quatrième franchise à intégrer la ligue,. L'ancienne franchise de la NASL, le FC Edmonton, rejoint la ligue en vue de la saison 2019.

### Débuts de la compétition (depuis 2019)
Paul Beirne déclare qu'il espère que la ligue atteindra éventuellement 12 franchises d'ici 10 ans, et le nouveau commissaire, David Clanachan, aimerait que 8 à 10 équipes débutent la saison inaugurale de la Première Ligue canadienne en 2019; la ligue canadienne ne devrait pas être basée sur le système des franchises comme aux États-Unis, mais plutôt sur un système de montée et relégations avec plusieurs divisions si elle atteint la vingtaine d'équipes.
À chaque fin de saison, toutes les équipes membres de la ligue ont la chance de participer à un repêchage des meilleurs joueurs universitaires au pays. Ce repêchage est constitué de 2 rondes et l'ordre est basé en grande partie par le classement de la saison précédente.
Le 31 décembre 2021, la Première Ligue canadienne déclare avoir pris le contrôle du FC Edmonton à la suite d'un accord avec la famille Fath, propriétaire de la franchise. La PLCan prend la suite de l'exploitation quotidienne du FC Edmonton jusqu'à ce que des nouveaux propriétaires achètent le club. Cette décision est une forme de sursis pour le club puisque la ligue émet un communiqué le 21 novembre 2022 pour déclarer que le club est mis sur pause et que de nouvelles options sont étudiées pour ramener le soccer professionnel à Edmonton, sans préciser si cela passera par une nouvelle entité ou en continuant avec le FC Edmonton.

## Organisation

### Format de la compétition
- En 2019, la ligue adoptait le système d'ouverture et de clôture[23]. Cependant, ce format est remplacé par le format d'une saison unique en 2020[24].
- Chaque équipe participera à 28 matches pendant l'année[25],[24].
- Après la saison régulière, la 2e meilleure équipe et la 3e meilleure équipe joueront un match éliminatoire. Le vainqueur du match éliminatoire affrontera la meilleure équipe dans la finale du championnat[24].
- L'équipe qui remportera la finale du championnat se qualifiera à la Ligue de la CONCACAF automatiquement[26].
- Toutes les équipes, sauf l'Atlético Ottawa, participeront au Championnat canadien de soccer[27].

### Règles des effectifs
- Il y a deux plafonds salariaux: un plafond pour les joueurs et l'autre plafond pour les entraîneurs[28].
- Les salaires d'un joueur-entraîneur (es) peut être divisé en deux, dont chaque partie implique l'un des deux plafonds salaires[28].
- Chaque équipe ne peut pas avoir plus de sept joueurs non canadiens[25].
- Plus de la moitié des onze joueurs titulaires (6 ou plus) pour tous les matches doivent être canadiens[25].
- Parmi les joueurs canadiens de chaque équipe, trois joueurs doivent être de moins de 21 ans. Les joueurs de moins de 21 ans de chaque équipe doivent accumuler plus de 1 000 minutes de la durée de jeu pendant la saison[25].

## Équipes de la PLCan en 2023

### Carte
| \| Calgary Halifax Winnipeg Région d'York Hamilton Victoria Ottawa Vancouver \| Localisation des clubs de la PLCan en 2023. |
| Calgary Halifax Winnipeg Région d'York Hamilton Victoria Ottawa Vancouver                                                   |

### Tableau
| Équipe           | Ville et province        | Stade                     | Capacité | Entraîneur               | Début en PLCan |
| ---------------- | ------------------------ | ------------------------- | -------- | ------------------------ | -------------- |
| Atlético Ottawa  | Ottawa, Ontario          | Stade Place TD            | 24 000   | Carlos González (es)     | 2020           |
| Cavalry FC       | Calgary, Alberta         | Stade ATCO                | 6 000    | Thomas Wheeldon Jr. (en) | 2019           |
| Forge FC         | Hamilton, Ontario        | Tim Hortons Field         | 23 218   | Bobby Smyrniotis         | 2019           |
| HFX Wanderers FC | Halifax, Nouvelle-Écosse | Wanderers Grounds         | 6 500    | Patrice Gheisar (en)     | 2019           |
| Pacific FC       | Langford, C.-B.          | Stade Starlight           | 6 000    | James Merriman           | 2019           |
| Valour FC        | Winnipeg, Manitoba       | IG Field                  | 33 000   | Phillip Dos Santos       | 2019           |
| Vancouver FC     | Langley, C.-B.           | Willoughby Community Park | 6 600    | Afshin Ghotbi            | 2023           |
| York United FC   | Région d'York, Ontario   | Stade York Lions          | 12 500   | Benjamín Mora (es)       | 2019           |

| Équipe      | Ville, Province   | Stade        | Années en PLCan |
| ----------- | ----------------- | ------------ | --------------- |
| FC Edmonton | Edmonton, Alberta | Stade Clarke | 2019-2022       |

#### Expansion
Pour la saison 2020, la ligue espérait avoir dix équipes participantes, plusieurs villes sont citées, notamment Laval (Québec), Ottawa (Ontario), Saskatoon (Saskatchewan), Surrey (Colombie-Britannique), St. John’s (Terre-Neuve-et-Labrador).
Le 12 mars 2021, une équipe d'expansion a été annoncée à Saskatoon, sous condition de construire un stade de soccer adéquat. L'équipe prévoit débuter en 2023 au plus tôt. Le 10 novembre 2021, la ligue officialise l'arrivée d'une équipe dans la région de Vancouver pour la saison 2023.

## Palmarès
| Saison | Vainqueur    | Finaliste  | Score     | Champion saison régulière | Vainqueur tournoi printanier | Vainqueur tournoi automnal |
| ------ | ------------ | ---------- | --------- | ------------------------- | ---------------------------- | -------------------------- |
| 2019   | Forge FC (1) | Cavalry FC | 1-0 / 1-0 | Cavalry FC                | Cavalry FC                   | Cavalry FC                 |

| Saison | Vainqueur    | Finaliste        | Score | Champion saison régulière |
| ------ | ------------ | ---------------- | ----- | ------------------------- |
| 2020   | Forge FC (2) | HFX Wanderers FC | 2-0   | Cavalry FC                |
| 2021   | Pacific FC   | Forge FC         | 1-0   | Forge FC                  |
| 2022   | Forge FC (3) | Atlético Ottawa  | 2-0   | Atlético Ottawa           |
| 2023   | Forge FC (4) | Cavalry FC       | 2-1   | Cavalry FC                |
| 2024   | Cavalry FC   | Forge FC         | 2-1   | Forge FC                  |

### Bilan
| Rang | Club            | Titres | Finalistes |
| ---- | --------------- | ------ | ---------- |
| 1    | Forge FC        | 4      | 2          |
| 2    | Cavalry FC      | 1      | 2          |
| 3    | Pacific FC      | 1      | 0          |
| 4    | HFX Wanderers   | 0      | 1          |
| 4    | Atlético Ottawa | 0      | 1          |